# ديوبترا

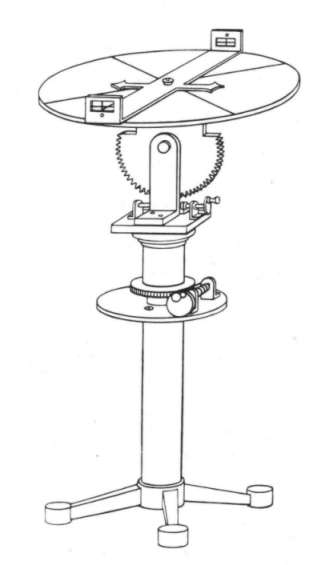
صورة الآلة

ديوبترا (باليونانية: διόπτρα) هي أداة فلك ومسح، يعود تاريخها إلى القرن الثالث قبل الميلاد.